# Paradistomum mutabile
Paradistomum mutabile är en plattmaskart. Paradistomum mutabile ingår i släktet Paradistomum och familjen Dicrocoeliidae. Inga underarter finns listade i Catalogue of Life.